# La Estrella de Tucsón
La Estrella de Tucsón es un periódico en español de Tucson, Arizona que se distribuye diariamente desde 1999. Pertenece al diario en inglés Arizona Daily Star (EN) con sede en Tucson. Las noticias del diario, están orientadas para la comunidad hispana de Tucson, como hispanos en los deportes, gente hispana que triunfa.
Además, podemos encontrar las siguientes secciones:
1. Clasificados (alquileres, anuncios, negocios ...etc)
2. Autos
3. Trabajos (puestos de trabajo propicios para los hispanos )
4. Hogares
5. Rentas